# Landolt-Reaktion
Als Landolt-Reaktion wird die zeitlich verzögerte Bildung von Iod aus Iodsäure und Schwefliger Säure bezeichnet; sie ist nach dem Schweizer Chemiker Hans Heinrich Landolt benannt.
Bei Zugabe von Stärke führt das entstehende Iod zu einer Blaufärbung der Lösung (Iodprobe). Eine relative Bekanntheit erlangte diese Reaktion, weil unter bestimmten Bedingungen die Blaufärbung nicht sofort auftritt, sondern erst plötzlich nach einer längeren Zeitphase nach dem Mischen der Ausgangsstoffe. In Abhängigkeit von Temperatur und Konzentration der Lösungen kann auf einige Sekunden genau vorausbestimmt werden, wann der Farbumschlag auftreten soll. Aus diesem Grund wird die Landolt-Reaktion auch Landoltsche Zeitreaktion oder Ioduhr genannt und häufig bei Schauversuchen zur Einführung in die Chemie und chemische Kinetik vorgestellt.

## Chemische Grundlagen
Die folgende Reaktionsgleichung (1) beschreibt den Gesamtvorgang der in einzelnen Schritten ablaufenden Redoxreaktion in chemischen Formeln:
{\displaystyle \mathrm {(1)\ \ 2\,HIO_{3}+5\,H_{2}SO_{3}\longrightarrow 5\,H_{2}SO_{4}+I_{2}+H_{2}O} }
Tatsächlich laufen mehrere Teilreaktionen mit unterschiedlichen Reaktionsgeschwindigkeiten ab und führen zu einer verzögerten Iodbildung und damit Blaufärbung. Als Ausgangsstoffe verwendet man im Allgemeinen nicht direkt die Säuren, sondern ihre Salze, Iodate bzw. Sulfite oder Hydrogensulfite, in saurer Lösung. Die relevanten Teilreaktionen sind aber immer dieselben:
Iodat und Sulfit bilden in einer Redoxreaktion Iodid-Ionen.
{\displaystyle \mathrm {(2)\ \ IO_{3}^{-}+3\,SO_{3}^{2-}\longrightarrow I^{-}+3\,SO_{4}^{2-}} }
Iodid und Iodat reagieren in einer Komproportionierung zu Iod
{\displaystyle \mathrm {(3)\ \ IO_{3}^{-}+5\,I^{-}+6\,H^{+}\longrightarrow 3\,I_{2}+3\,H_{2}O} }
das jedoch sofort wieder zu Iodid reduziert wird, solange in der Lösung noch Sulfit vorliegt.
{\displaystyle \mathrm {(4)\ \ SO_{3}^{2-}+I_{2}+H_{2}O\longrightarrow 2\,I^{-}+SO_{4}^{2-}+2\,H^{+}} }
Reaktion (4) ist so schnell, dass in der Lösung praktisch kein Iod vorhanden ist. Erst wenn das Sulfit infolge der Reaktionen (2) und (4) verbraucht ist, kommt es zur Bildung einer nachweisbaren Menge Iods, das mit überschüssigem Iodid Polyiodid bildet.
{\displaystyle \mathrm {(5)\ \ 2\,I_{2}+I^{-}\longrightarrow I_{5}^{-}} }
{\displaystyle \mathrm {I_{5}^{-}} } wird in den linearen Helixkanälen der Amylose in Stärke stabilisiert und erscheint blau (Iodprobe).

## Historisches
Die Reaktion ist nach dem Schweizer Chemiker Hans Heinrich Landolt benannt, der im Jahr 1886 erstmals ausführliche Versuche beschrieb.
Er ermittelte auch eine Gleichung zur Berechnung der Zeit vom Mischen der Ausgangsstoffe bis zum Farbumschlag der Lösung.
{\displaystyle t(T,c_{\mathrm {H_{2}SO_{3}} },c_{\mathrm {HIO_{3}} })={\frac {906{,}05-23{,}01\,{\frac {T}{\mathrm {^{\circ }C} }}+0{,}1888\,\left({\frac {T}{\mathrm {^{\circ }C} }}\right)^{2}}{\left({\frac {c_{\mathrm {H_{2}SO_{3}} }}{\mathrm {mol\cdot m^{-3}} }}\right)^{0,904}\cdot \left({\frac {c_{\mathrm {HIO_{3}} }}{\mathrm {mol\cdot m^{-3}} }}\right)^{1,642}}}\ \mathrm {s} }
Darin sind {\displaystyle T} die Temperatur in Grad Celsius, {\displaystyle c_{\mathrm {H_{2}SO_{3}} }} die Konzentration der Schwefligen Säure und {\displaystyle c_{\mathrm {HIO_{3}} }} die Konzentration der Iodsäure, jeweils in mol·m−3. Diese Gleichung ist empirisch und besitzt nur Gültigkeit im Temperaturbereich 5–40 °C, {\displaystyle t<60\,\mathrm {s} } und {\displaystyle C_{\mathrm {S} }\leq 3\,C_{\mathrm {J} }}.
Landolt diskutierte außerdem andere Faktoren, deren Einfluss auf die Zeit bis zum Farbumschlag nicht unmittelbar aus den Reaktionsgleichungen hervorgeht, aber eindeutig vorhanden ist, darunter Schwefelsäure, verschiedene andere Säuren, Natriumchlorid („Chlornatrium“) und die Wand der Reaktionsgefäße.